# Карл Франц фон Неселроде-Ересхофен
Карл Франц фон Неселроде-Ересхофен (на немски: Karl Franz Graf von Nesselrode zu Ereshoven; * 14 ноември 1713; † 11 април 1798) е граф на Неселроде-Ересхофен от древния род Неселроде, господар на Ересхофен в Северен Рейн-Вестфалия, курпфалцски-баварски щатхалтер на Херцогство Юлих-Берг, държавен таен съветник и конференц-министър, амтсман на Щайнбах, канцлер на Юлих-Берг и „рицър на Ордена Св. Хубертус“
Той е малкият син на граф Франц Карл фон Неселроде-Ересхофен (1673 – 1750) и съпругата му Мария Терезия София фон Шорлемер († 1754), племенница на Франц Арнолд фон Волф-Метерних-Грахт (1658 – 1718), княжески епископ на Падерборн (1704 – 1718) и Мюнстер (1706 – 1718), дъщеря на Каспар Енгелберт фон Шорлемер и фрайин София Елиза Франциска фон Волф-Метерних-Грахт (* 1657), дъщеря на фрайхер Дегенхард Адолф фон Волф-Метерних-Грахт (1616 – 1668) и Филипина Агнес фон Ройшенберг-Зетерих († 1663). Братята му са Йохан Франц Вилхелм (1710 – 1754) и Франц Бертрам (1711 – 1777).
Карл Франц фон Неселроде-Ересхофен умира на 84 години на 11 април 1798 г.

## Фамилия
Карл Франц фон Неселроде-Ересхофен се жени на 24 февруари 1743 г. за фрайин Анна фон Лое (* 14 август 1721; † 5 юни 1794), дъщеря на фрайхер Йохан Адолф Йозеф Александер фон Лое, господар на Висен (1687 – 1743) и фрайин Мария Катарина Анна Мартина фон Вахтендонк (1699 – 1739). Те имат децата:
- Мария Терезия Фридерика (* 20 февруари 1744, Дюселдорф; † 9 декември 1819, Кьоферинг), омъжена на 13 септември 1764 г. в Манхайм за граф Филип Нериус Ернст Зигмунд Йохан Непомук фон и цу Лерхенфелд в Кьоферинг и Шьонберг (* 9 май 1736, Кьоферинг; † 5 януари 1801, Кьоферинг)
- Луиза (* ок. 1746; † април 1793), омъжена за фрайхер Анселм фон Варсберг
- Александрина (* ок. 1748; † 1784), омъжена на 4 септември 1774 г. в Ересхофен за фрайхер Карл Теодор Йозеф фон Хаке († 2 януари 1792)
- Изабела Фелицитас Барбара (* декември 1750; † 19 октомври 1824), омъжена на 29 януари 1769 г. за граф Йохан Мария Рудолф Валдбот фон Басенхайм (* 29 юни 1731, („постумус“); † 15 февруари 1805)
- Карл Франц Александер Йохан Вилхелм (* 4 април/ 24 април 1752, Вестфален; † 1822, Мюнстер), пруски генерал-майор, женен на 1 октомври 1781 г. за графиня Йозефа фон Хатцфелдт-Вилденбург (* 26 декември 1761; † 1816), имат 10 деца
- Франц Карл (* 25 февруари 1754; † 1816)